# Jocs islàmics femenins
Els Jocs Islàmics de les Dones, també anomenats Jocs Olímpics de les Dones Musulmanes, han estat un esdeveniment internacional multiesportiu iniciat el 1993. L'esdeveniment va ser organitzat per la Federació Islàmica de l'Esport Femení. Les dones musulmanes de totes les nacionalitats podien participar als Jocs.
L'esdeveniment s'ha celebrat els anys 1993, 1997, 2001 i 2005 a l'Iran. Els jocs de 1993 van veure atletes de 13 països, que van augmentar fins a 44 països el 2005. L'any 2001, Gran Bretanya es va convertir en el primer país de minoria musulmana a participar-hi. I Alemanya i els Estats Units s'hi van afegir al 2005.
Els jocs van ser reconeguts pel Comitè Olímpic Internacional, i Mary Glen-Haig va supervisar els primers jocs el 1993 com a representant del COI.

## Història
La Federació Islàmica d'Esports Femenins es va establir el 1991. Faezeh Hashemi, filla de l'antic president iranià Ali Akbar Hashemi Rafsanjani, va ser fonamental per iniciar els jocs. Hashemi també va fer un esforç per incloure algun aspecte polèmic a la cerimònia d'obertura de cada joc, amb l'esperança de normalitzar-lo. L'any 1996, per exemple, la cerimònia d'inauguració va incloure el ciclisme, que en aquell moment les dones no podien fer en públic. La cerimònia d'obertura del 2005 va incloure homes i dones que ballaven junts en una varietat d'estils.
Els jocs de debut el 1993 van incloure tennis taula per a esportistes amb discapacitat.
Els homes i els entrenadors masculins estaven absents dels esdeveniments esportius que requerien menys cobertura corporal, com la natació, però se'ls permetia assistir a esdeveniments com ara els escacs i el tir amb rifle, en què les dones mantenien els preceptes de la roba islàmica, i els esdeveniments d'equitació, per als quals s'havia dissenyat un xador atlètic per a les competidores adequat als preceptes islàmics.
Els jocs van ser finançats principalment pel govern iranià, seguit pels patrocinadors corporatius iranians. El 2005, l'únic patrocinador no iranià va ser Samsung.Aquell any, però, la FIFA va fer donacions d'equipament com a reconeixement a l'atenció que els jocs portaven al futbol sala.
El 2018, Masoud Soltanifar, el ministre iranià d'Esports i Afers de Joventut, va anunciar que el país reactivaria l'esdeveniment, tot i que això no es va dur a terme.

## Objectius
1. En esports i competicions internacionals, les dones musulmanes no poden competir sense la roba de protecció i barrets que es prescriuen a l'Islam.
2. Inspirar les dones musulmanes per tal que en aquestes condicions aconsegueixin la competitivitat global, a escala regional, continental, mundial i olímpica.
3. Els Jocs Islàmics Femenins seran un esdeveniment internacional i es mantindran registres de les actuacions de les atletes.

## Edicions
| Any  | Amfitrió        | Països | Atletes | Esports | Medalles         | Medalles        | Medalles         |
| Any  | Amfitrió        | Països | Atletes | Esports | 1r lloc          | 2n lloc         | 3r lloc          |
| ---- | --------------- | ------ | ------- | ------- | ---------------- | --------------- | ---------------- |
| 1993 | Teheran / Rasht | 10     | 407     | 7       | Kirguizstan (27) | Iran (20)       | Azerbaidjan (12) |
| 1997 | Teheran         | 24     | 748     | 12      | Iran (58)        | Kazakhstan (35) | Indonèsia (19)   |
| 2001 | Teheran / Rasht | 23     | 795     | 15      | Iran (77)        | Síria (18)      | Azerbaidjan (8)  |
| 2005 | Teheran         | 44     | 1316    | 18      | Iran (31)        | Senegal (9)     | Kazakhstan (6)   |

## Esports
| Esport       | Anys        |
| ------------ | ----------- |
| Atletisme    |             |
| Bàdminton    | des de 1993 |
| Bàsquetbol   |             |
| Escacs       |             |
| Equitació    |             |
| Futbol sala  | des de 2001 |
| Gimnàstica   |             |
| Handbol      |             |
| Karate       |             |
| Tir          |             |
| Natació      |             |
| Tennis taula | des de 1993 |
| Tennis       |             |
| Voleibol     |             |

## Recompte de medalles
Vint-i-cinc nacions han guanyat almenys una medalla als Jocs Islàmics Femenins; vint-i-tres nacions han guanyat almenys una medalla d'or. A partir dels Jocs de 2005, l'Iran ha guanyat la majoria de medalles d'or i la majoria de medalles en general.